# Rochinia umbonata
Rochinia umbonata är en kräftdjursart som först beskrevs av William Stimpson 1871.  Rochinia umbonata ingår i släktet Rochinia och familjen Pisidae. Inga underarter finns listade i Catalogue of Life.